# 京都第二赤十字病院
京都第二赤十字病院（きょうとだいにせきじゅうじびょういん）は、京都府京都市上京区に所在する医療機関である。日本赤十字社京都府支部が開設する病院である。

## 概要
- 当病院は地元京都では京都第一赤十字病院（通称・東山日赤）と区別するため府庁前日赤という場合もある。

## 沿革
- 1912年（明治45年）1月 - 日本赤十字社京都支部常設救護所を開設。
- 1926年（大正15年）5月1日 - 日本赤十字社京都支部療院と改称。病床25床。（本院創立記念日と定める）
- 1934年（昭和9年）11月 - 東山東福寺畔に日本赤十字社京都支部病院（現京都第一赤十字病院）新築落成。療院は廃止の方針であったが、地域住民の希望により業務は継続して行われた。
- 1942年（昭和17年）1月 - 日本赤十字社京都支部中御門病院と改称。病床数50床となる。
- 1943年（昭和18年）1月 - 京都第二赤十字病院と改称。
- 1943年（昭和18年）11月 - 木造の新築病院完成。病床数100床となる。
- 1952年（昭和27年）5月 - 病棟増築。病床数210床となる。
- 1953年（昭和28年）5月 - 救急病棟が完成、24床を救急専用病床とし、救急患者の受入れ開始。全国で初めて救命救急センターの指定を受ける。
- 1955年（昭和30年）3月 - 救急専用病床を55床に増床。総病床数289床となる。京都府Ａ級基幹病院に指定される。
- 1960年（昭和35年）3月 - 本館(現C棟)が完成。病床総数564床となる。
- 1961年（昭和36年）1月 - 東館(現C棟)が完成。
- 1967年（昭和42年）7月 - 南館(現B棟)が完成。
- 1978年（昭和53年）1月 - 救命救急センターを開設。
- 1982年（昭和57年）5月 - 中館(現C棟南)改築工事完成。病床数680床。
- 2004年（平成16年）5月 - 新棟(現A棟)建設工事が完了。
- 2006年（平成18年）4月 - 地域医療支援病院として承認。
- 2007年（平成19年）1月 - 地域がん診療連携拠点病院の認定を受ける。
- 2024年（令和6年）4月 - 京都府で初めて高度救命救急センターの認定を受ける。

## 診療科
- 総合内科（内科）
- 呼吸器内科
- 糖尿病内分泌・腎臓・膠原病内科
- 循環器内科
- 消化器内科
- 血液内科
- 脳神経内科（神経内科）
- 外科
- 呼吸器外科
- 心臓血管外科
- 脳神経内科(神経内科)
- 整形外科
- 脳神経外科
- 形成外科
- こころの医療科
- 泌尿器科
- 小児科
- 皮膚科
- 産婦人科
- 眼科
- 耳鼻咽喉科・気管食道外科
- リハビリテーション科
- 放射線診断科
- 放射線治療科
- 病理診断科
- 歯科・口腔外科
- 麻酔科
- 化学療法・緩和ケア部
- 救急科
- 人間ドック
- 感染制御部
- 輸血部
- 看護部
- 検査部
- 薬剤部
- 健診部
- 臨床工学課

## 医療機関の指定等
- 保険医療機関
- 地域医療支援病院
- 労災保険指定病院
- 生活保護指定病院
- 更生医療指定病院
- 結核予防法指定病院
- 育成医療指定病院
- 原子爆弾被爆者医療指定病院
- 養育医療指定病院
- 救急告示病院(高度救命救急センター)
- 臨床研修指定病院
- 地域がん診療連携拠点病院
- 地域周産期母子医療センター
- 災害対策基本法指定機関

## 入院病棟
A棟
- A4病棟 : 高度救命救急センター病棟(20床)、 ICU/CCU病棟(8床)、SCU病棟(6床)
- A5病棟 : 消化器センター(外科、消化器内科)
- A6病棟 : 心臓血管センター(心臓血管外科、循環器内科)
- A7病棟 : 女性•母子センター(ベビーセンター、LDR)

B棟
- B3病棟 : 消化器内科、整形外科、循環器内科
- B4病棟 : 呼吸器内科、呼吸器外科、耳鼻咽喉科
- B5病棟 : 血液内科、外科、呼吸器外科

C棟
- C3北病棟 : 小児科、整形外科
- C3南病棟 : 泌尿器科、呼吸器外科、外科
- C4北病棟 : 整形外科、消化器内科
- C4南病棟 : 脳神経外科、眼科、脳神経内科
- C5北病棟 : 脳神経内科、糖尿病内分泌•腎臓•膠原病内科

## 高度救命救急センター
- 京都第二赤十字病院の併設型高度救命救急センターである。
- 脳血管障害、重症心疾患、多臓器不全、広範囲熱傷、急性薬物中毒、交通事故等による多発外傷・四肢切断など重症患者を含む年間約27,000人を受け入れる。救急車での搬送件数は年間7,500件を超え、京都市における救急医療の中心的役割を果たす。

設備
高度救命救急センターの全ての機能はA棟に集約。
- 1階はショックルームを含む初療室４ベッドと個室の診察室４室を中心とした外来部門。レントゲン、CT、アンギオ室も隣接。
- 3階は10室からなる中央手術室。
- 4階は ICU,CCUを合わせた10床の集中治療室と、30床の高度救命救急センター病棟(うち6床はSCU)

## 院内施設
コンビニ・医療・介護用品販売
- ファミリーマート京都第二赤十字病院店　(7:00〜21:00)

ATM（銀行）
- 京都銀行ATM
- みずほ銀行ATM

## 交通アクセス
- 京都市営地下鉄烏丸線「丸太町駅」下車　徒歩約5分程度
- 京都市バス(10・93・202・204系統)「文化庁・府庁前」下車徒歩約2分程度